# 藤本ますみ
藤本 ますみ（ふじもと ますみ、1938年9月3日 - ）は、日本の秘書学者。旧姓は、宮内。夫はエスペラント学者の藤本達生。

## 略歴
福井県生まれ。昭和女子大学短期大学部食物科卒業後、福井県勝山保健所の（栄養士）を経て、1966年より1974年6月まで梅棹忠夫の研究室秘書を務める。梅棹が、国立民族学博物館の初代館長に就任することになったため、退職。聖泉大学短期大学部（後に聖泉大学）助教授として、秘書関係科目を担当。1989年より秘書教育研究会を発足させ、世話人として毎月の例会の運営に当たる。大阪工業大学にてビジネス・コミュニケーション関係科目を担当。

## 著書
- 『ドナウの彼方で』中央公論社 1978年 のち文庫
- 『私たちの東欧記 ソビエトからブルガリアへ』日本放送出版協会 1981年
- 『知的生産者たちの現場』講談社 1984年 のち文庫
- 『こんな上司と仕事がしたい 知的生産時代の現場秘書学』ティビーエス・ブリタニカ 1985年

### 共編著
- 『秘書実務 人間関係と情報・時間の管理』（シリーズセクレタリアルスタディーズ） 編著 ミネルヴァ書房 1991年
- 『新秘書実務 人間関係と情報・時間の管理』（シリーズセクレタリアルスタディーズ） 編著 ミネルヴァ書房 1994年
- 『秘書学概論 秘書の現場から理論へ』（シリーズセクレタリアルスタディーズ） 編著 ミネルヴァ書房 1994年
- 『国際秘書実務 異文化間コミュニケーションとオフィスワーク』（シリーズセクレタリアルスタディーズ） 編著 ミネルヴァ書房 1995年
- 『法律事務職員業務必携マニュアル』高田靖也、梶真紀共著、秋山清人監修 日本法令 2009年